# Tälispitze

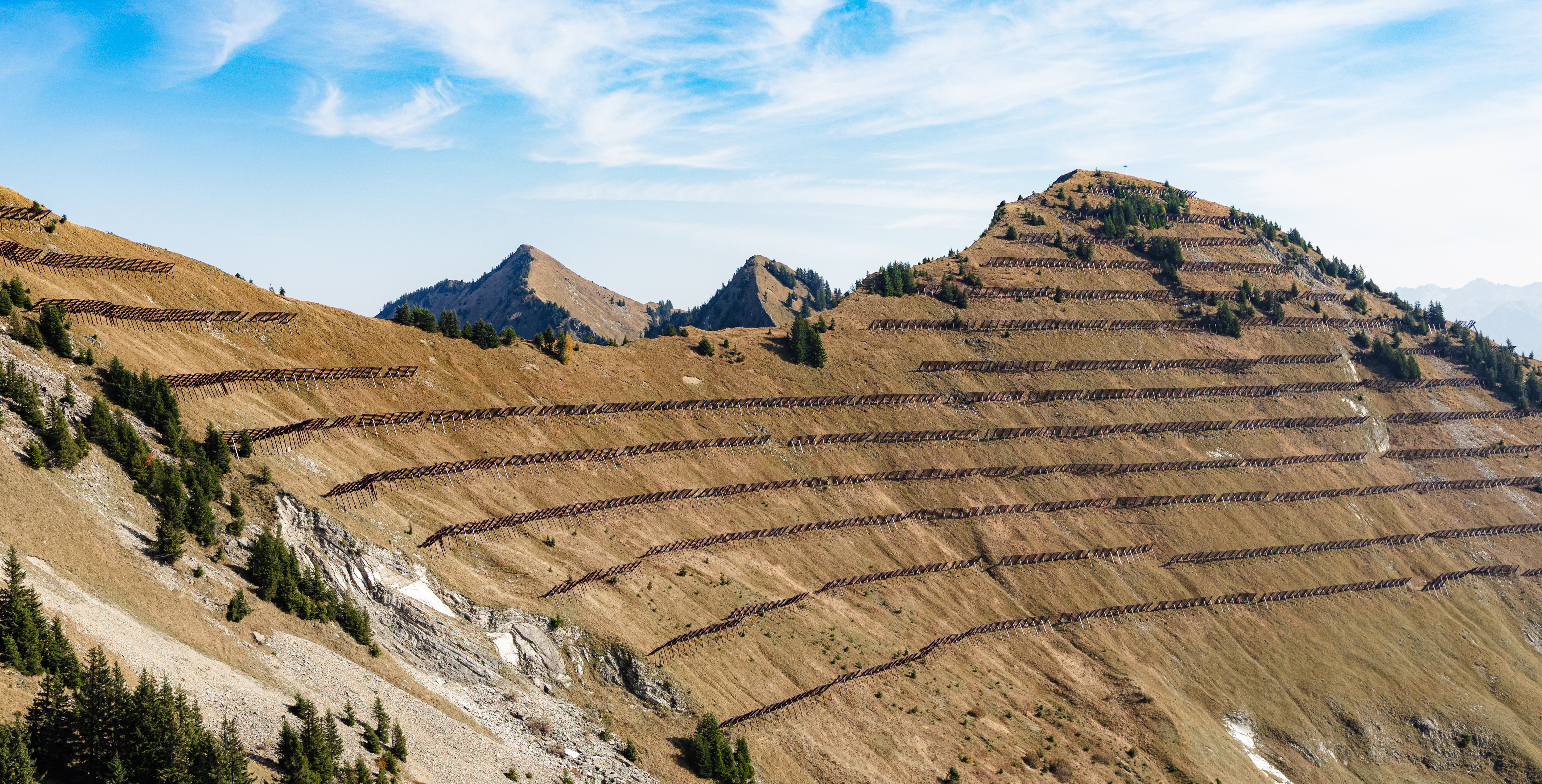
V. li. n. re. Tälispitze, Kuhspitze, Hüttenkopf

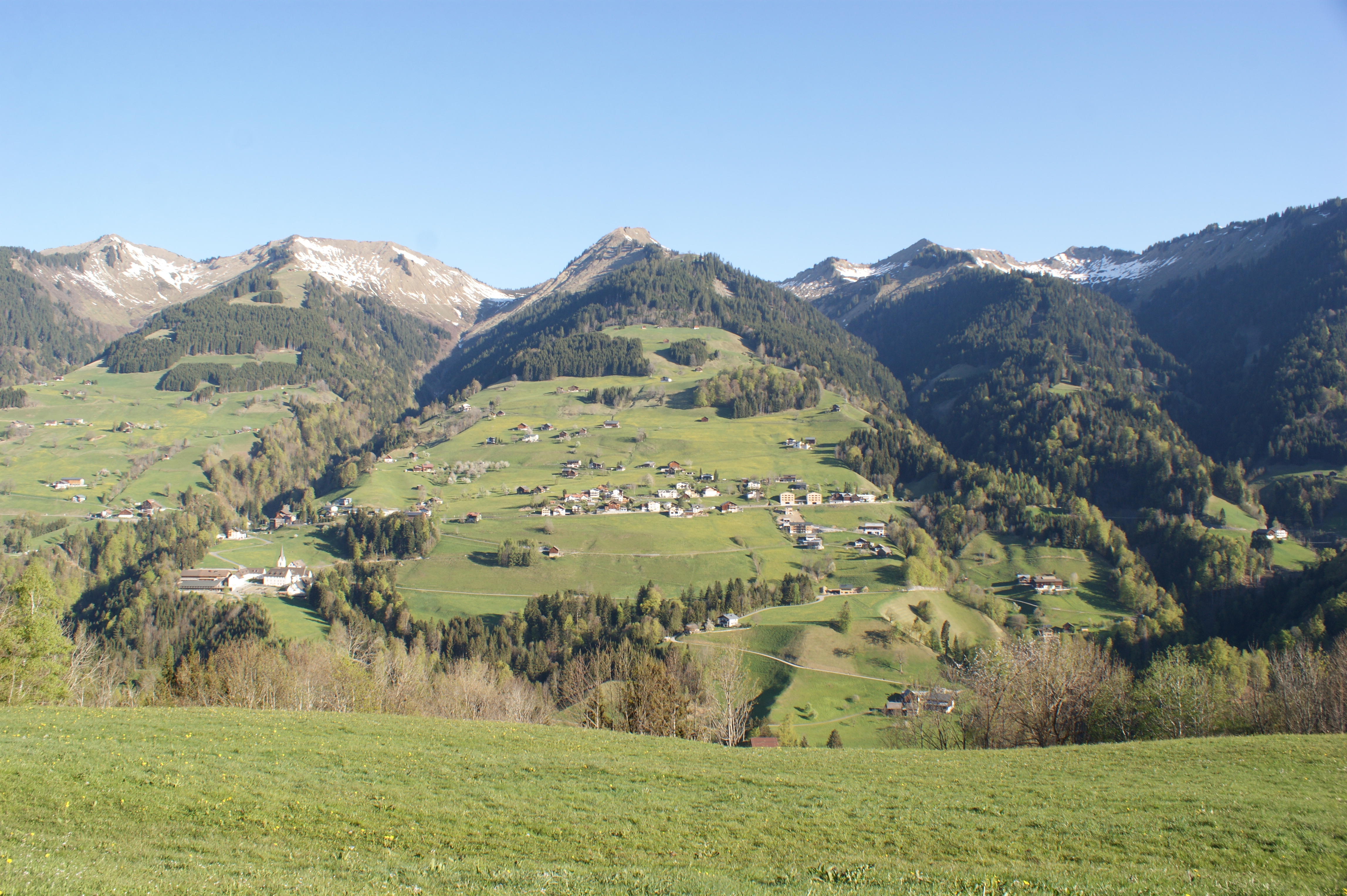
Tälispitze ganz links

Die Tälispitze ist mit 2000 m der höchste Berg im Walserkamm, einer Bergkette im Bregenzerwaldgebirge im österreichischen Bundesland Vorarlberg.

## Lage
Die Tälispitze liegt im Walserkamm zwischen Kuhspitze im Westen und Melkspitze im Osten. Nördlich liegt das Laternsertal, südlich das Ende des Großen Walsertals, das mit dem weiten Bogen des Walserkamms fließend übergeht in den Walgau. Politisch liegt die Tälispitze an der Grenze der Gemeinden Thüringerberg und Laterns. Die Südseite gehört zum UNESCO-Biosphärenpark Großes Walsertal. Die Nordflanke ist auch vom Vorarlberger Rheintal aus zu sehen.
|           | Laternsertal |                  |
| Kuhspitze |              | Melkspitze       |
| Walgau    |              | Großes Walsertal |

## Geologie
Der Walserkamm ist Teil des südlichen Flyschzone in Vorarlberg. die im Bereich des Walserkamms die größte Breite erreicht und am deutlichsten ausgeprägt ist. Die Flyschzone zieht sich vom Saminatal über den Walserkamm und den Hinteren Bregenzerwald (der nördliche Streifen im Lechquellengebirge) bis in das östliche Kleinwalsertal (Teile der Südöstlichen Walsertaler Berge).
Die Gipfel von der Löffelspitze bis zum Hochgerach werden von der Hällritzer-Formation gebildet.

## Wandern
Den Gipfel erreicht man über alpine Steige entlang des Grates und von Süden her. Bei Nässe besteht extrem hohe Rutschgefahr an den steilen Grashängen. Manche Stellen sind exponiert, die Nordflanke ist sehr steil und felsig. Es gibt weit und breit keinen Schatten, bei schönem Wetter kann die Hitze und die intensive Sonnenstrahlung zum Problem werden. Der beste Weg führt von der Gaßner Alpe. Von der Hauptstraße Thüringerberg - Blons, Bushaltestelle Außerberg braucht man via Gaßner Alpe dreieinhalb Stunden bis zur Tälispitze.
Bis zur Gaßner Alpe kann man mit dem Mountain-Bike fahren.

## Wildruhezone
Auf der Südseite ist die Wildruhezone Vorderer Walserkamm. Jeweils von 01.11. bis 31.05. darf es mit Ausnahme ausgewiesener Wanderwege nicht betreten werden. Eine ausgewiesene Schiroute von St. Gerold auf die Tälispitze darf benutzt werden. Nordöstlich liegt die Wildruhezone Probst, es darf vom 15.08. bis 01.05. nicht betreten werden, hier sind auch keine Wanderwege.